# عدنان القوتلي
عدنان توفيق القوتلي سياسي ومحامي واكاديمي سوري من دمشق (1918م – 18 تشرين الثاني 1974م).

## ولادته وتحصيله
عدنان توفيق القوتلي مواليد دمشق (1918م – 18 تشرين الثاني 1974م). درس في ثانوية التجهيز الأولى بدمشق وبعدها بكلية الحقوق في الجامعة السورية ( جامعة دمشق ).
يحمل إجازة في الحقوق من المعهد الحقوقي العربي بدمشق، ودكتوراه في الحقوق الخاصة والاقتصاد السياسي من نفس المعهد. وعين أستاذاً في جامعة دمشق يجيد المرافعة بالعربية والفرنسية.درس في فرنسا لنيل شهادة الدكتوراة في التشريع المقارن من جامعة باريس.

## عمله ووظائفه
بدء حياته المهنية محامياً في مكتب الوزير سعيد محاسن
رئيس ديوان العشائر حتى سنة 1942
انتخب رئيساً لنقابة المحامين في دمشق دورة 1956 – 1957م.
وزيراً للداخلية في حكومة مأمون الكزبري.
وزيراً للاقتصاد في حكومة معروف الدواليبي الثانية

## كتبه وآثاره
له عدة مؤلفات و أهدى نقابة المحامين بدمشق عدداً من مؤلفاته ومن بينها كتاب (الوجيز في الحقوق المدنية).

## وفاته
شمله العزل المدني الصادر عن مجلس قيادة الثورة بتهمة المشاركة بما سمّي يومها بجريمة الانفصال وغاب عدنان القوتلي عن أي منصب لغاية وفاته بدمشق عن عمر ناهز 56 عاماً وتوفي يوم الاثنين 18 تشرين الثاني 1974.